# أيوزي دياز دياز
أيوزي دياز دياز (بالإسبانية: Ayoze Díaz) (مواليد 25 مايو 1982 في لا لاغونا - إسبانيا) لاعب كرة قدم إسباني يلعب حاليا لصالح نادي الدرجة الأولى ريال مايوركا الإسباني منذ 2008 في مركز الظهير الأيسر .

## روابط خارجية
- أيوزي دياز دياز على موقع قاعدة بيانات كرة القدم.إي يو (الإنجليزية)
- أيوزي دياز دياز على موقع Soccerway.com (الإنجليزية)
- أيوزي دياز دياز على موقع كووورة
- أيوزي دياز دياز على موقع AS.com (الإسبانية)